# Bosnisch basketbalteam (mannen)
Het Bosnisch nationaal basketbalteam is een team van basketballers dat Bosnië en Herzegovina vertegenwoordigt in internationale wedstrijden. De Košarkaški savez Bosne i Hercegovine (Bosnische basketbalbond) is verantwoordelijk voor dit team. Het Bosnisch nationaal basketbalteam bestaat sinds het uiteenvallen van Joegoslavië in 1992.
Enkele bekende (oud-)spelers van Bosnië en Herzegovina (en Joegoslavië) zijn:
- Dražen Dalipagić
- Mirza Delibašić
- Predrag Danilović
- Damir Mršić

## Bosnië en Herzegovina tijdens internationale toernooien
| Jaar | Olympische Spelen | Wereldkampioenschap | EuroBasket    |
| ---- | ----------------- | ------------------- | ------------- |
| 1992 | geen deelname     |                     |               |
| 1993 |                   |                     | 8e EK 1993    |
| 1994 |                   | geen deelname       |               |
| 1995 |                   |                     | geen deelname |
| 1996 | geen deelname     |                     |               |
| 1997 |                   |                     | 15e EK 1997   |
| 1998 |                   | geen deelname       |               |
| 1999 |                   |                     | 15e EK 1999   |
| 2000 | geen deelname     |                     |               |
| 2001 |                   |                     | 13e EK 2001   |
| 2002 |                   | geen deelname       |               |
| 2003 |                   |                     | 15e EK 2003   |
| 2004 | geen deelname     |                     |               |
| 2005 |                   |                     | 15e EK 2005   |
| 2006 |                   | geen deelname       |               |
| 2007 |                   |                     | geen deelname |
| 2008 | geen deelname     |                     |               |
| 2009 |                   |                     | geen deelname |
| 2010 |                   | geen deelname       |               |
| 2011 |                   |                     | 19e EK 2011   |
| 2012 | geen deelname     |                     |               |
| 2013 |                   |                     | 13e EK 2013   |
| 2014 |                   | geen deelname       |               |
| 2015 |                   |                     | 23e EK 2015   |
| 2016 | geen deelname     |                     |               |
| 2017 |                   |                     | geen deelname |
| 2019 |                   | geen deelname       |               |
| 2020 | geen deelname     |                     |               |
| 2022 |                   |                     | 18e EK 2022   |
| 2023 |                   | geen deelname       |               |
| 2024 | geen deelname     |                     |               |